# Приятелски огън
Приятелският огън е нападение от въоръжени сили срещу приятелски или неутрални войски в опит да се атакува врага. Причините за него могат да включват: погрешно идентифициране на мишената като вражеска, кръстосан огън срещу врага или неточности при оръжията с голям обсег. Случайният огън, който не е насочен срещу врага, и целенасочената стрелба срещу собствените войски по дисциплинарни причини не се считат за приятелски огън. Неволните удари по цивилни цели често се считат за съпътстващи щети, а не приятелски огън. Инцидентите по време на обучение също не се считат за приятелски огън.
Употребата на термина „приятелски“ във военен контекст във връзка със съюзнически войски води началото си през Първата световна война, когато снарядите често не уцелват врага. Много страни от НАТО използват термина „син срещу син“ (на английски: blue on blue), който произлиза от военните учения, при които натовските сили се обозначават в синьо, а силите на Варшавския договор – в червено. В миналото, когато войните са се печелили предимно с ръкопашен бой, приятелският огън е бил сравнително рядко явление, но с индустриализацията на военното дело, случаите зачестяват.
Според някои историци, приятелският огън съществува още от древността. Изобретяването на огнестрелни оръжия, артилерия и бойни самолети драстично увеличава инцидентите на приятелски огън. По принцип случаите на приятелски огън се разследват, като разследващите обикновено се фокусират повече върху намирането на конкретните виновници, отколкото върху организационните причини за инцидента.